# Синагога Дура-Европос
Синагога Дура-Европос — синагога в античном городе Дура-Европос на Евфрате (вблизи современного Калат-эс-Салихия в Сирии). Открыта во время раскопок 1932—1935 годов под руководством историка М. И. Ростовцева. Знаменита своими хорошо сохранившимися фресками на библейские сюжеты, которые свидетельствуют о том, что ветхозаветный запрет на изображения людей в III веке соблюдался не всеми еврейскими общинами.
Фрески хранятся в Национальном музее Дамаска, где восстановлен интерьер синагоги. Остатки синагоги и ряда других зданий на месте были разрушены при оккупации ИГИЛ во время гражданской войны в Сирии.

## Здание
Здание синагоги было построено в 244—245 годы, о чём свидетельствует найденная при раскопках надпись на арамейском языке. Другая надпись на греческом сообщает, что её основателем был «старейшина евреев» Шмуэль бен Иди. Синагога располагалась рядом с городской стеной, и в 256 году при строительстве укреплений против войск Сасанидов с неё была снята крыша, а здание засыпали песком. Это и позволило сохраниться её фрескам, когда город после захвата Сасанидами был заброшен.
Здание имело высоту около 7 метров, главный зал синагоги имел размеры 7,68 м х 13,35 м. Вдоль его стен располагались скамьи. В западной стене, обращённой к Иерусалиму, располагалась полукруглая ниша для хранения свитков Торы. Перед нишей находилось возвышение. В ходе раскопок под зданием были найдены остатки более древней постройки, датируемой концом II — началом III веков. Она имела размеры 4,6 м х 10,85 м и была украшена растительным и геометрическим орнаментом.

## Фрески
На стенах в три яруса расположены фрески на библейские сюжеты, в которых встречаются и языческие символы и образы. Каждая фреска заключена в прямоугольную рамку и отделена от других бордюром с растительным орнаментом. На фресках представлены: четыре сцены из жизни Моисея, сцены из жизни Аарона, Самуила, Давида, Соломона, Иакова, Илии, Иезекииля, Исход евреев из Египта, Переход через Чермное море, Ахашверош с Есфирью, история Ковчега Завета. На ряде фресок присутствуют греческие или арамейские надписи.
Открытие фресок Дуры-Европос позволило исследователям сделать вывод, что в III веке еврейские общины трактовали ветхозаветный запрет изображать людей лишь по отношению к объёмным изображениям и украшали синагоги библейскими сценами и фигурами пророков. Стиль исполнения фресок М. И. Ростовцев охарактеризовал как «месопотамский», происходящий из сирийских традиций и не связанный с эллинистическим искусством.

Примитивный, чисто восточный стиль росписей можно смело рассматривать как один из самых «варварских» вариантов восточнохристианского искусства: лишённые объёма фигуры, расположенные в ряд либо друг над другом, исполнены в жёстком линейном стиле, они даны обычно в неподвижных фронтальных позах и в совершенно произвольных масштабах, их лица однообразны и схематичны; главные персонажи сплошь и рядом повторяются в пределах одной сцены по нескольку раз.

Избранные изображения синагоги Дура-Европос
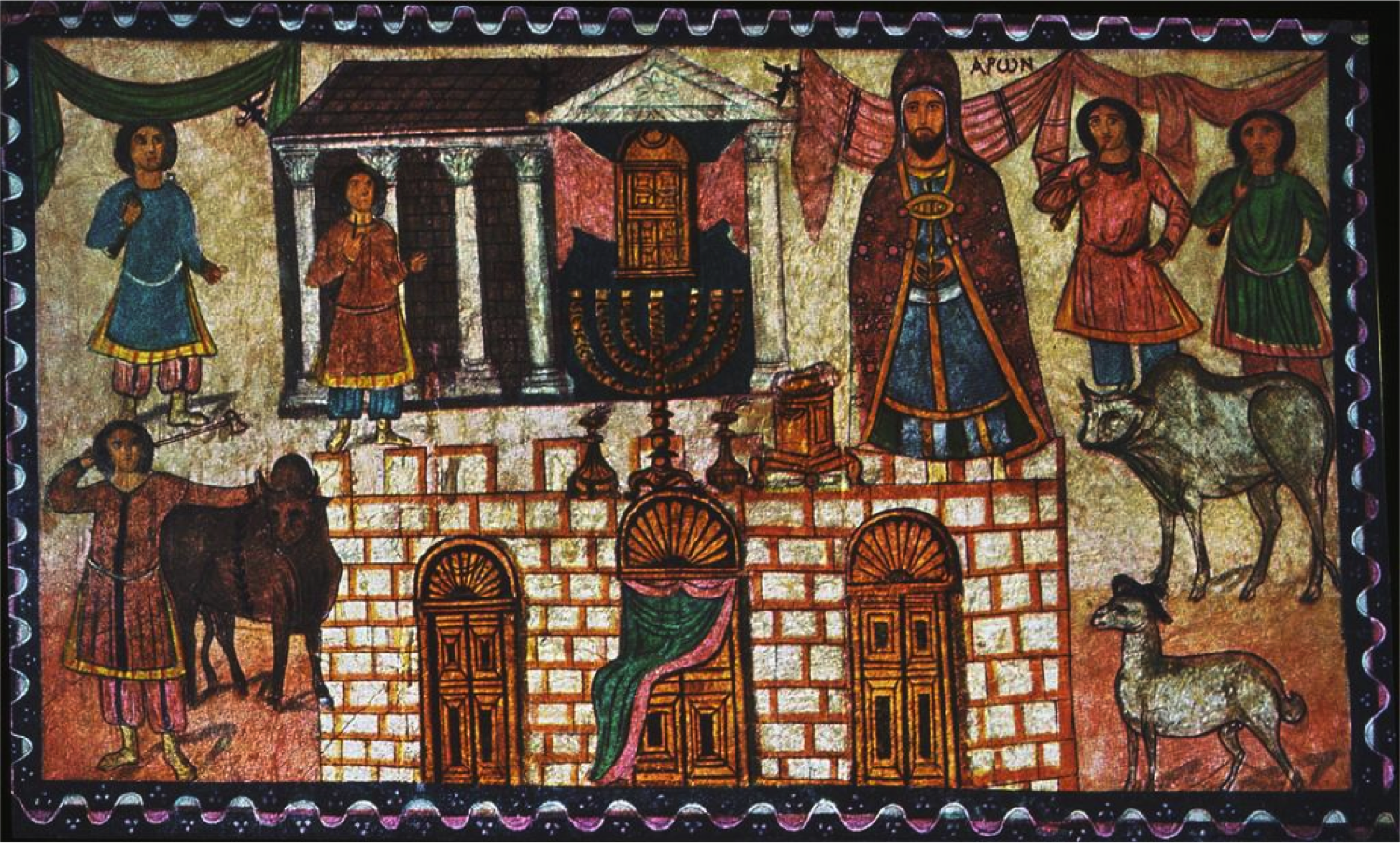
Освящение скинии
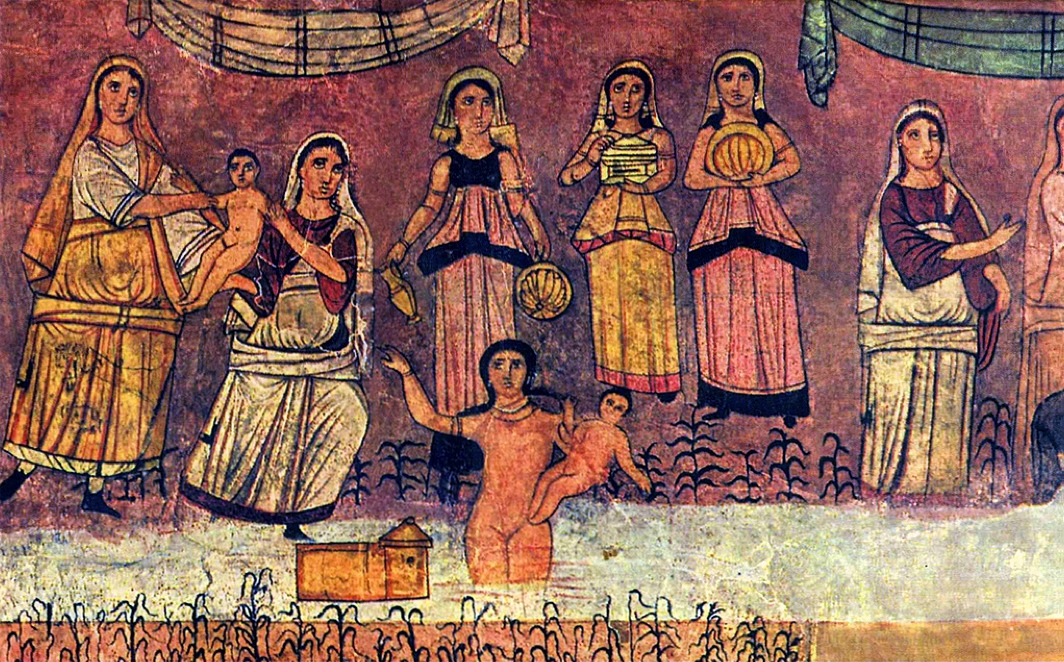
Находка царевной младенца Моисея
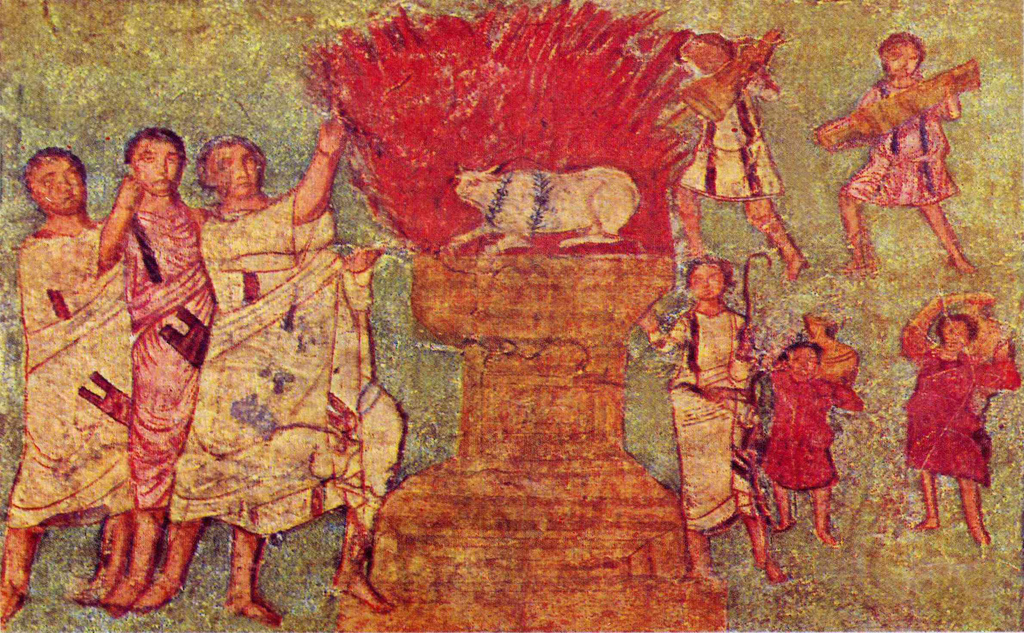
Поклонение золотому тельцу
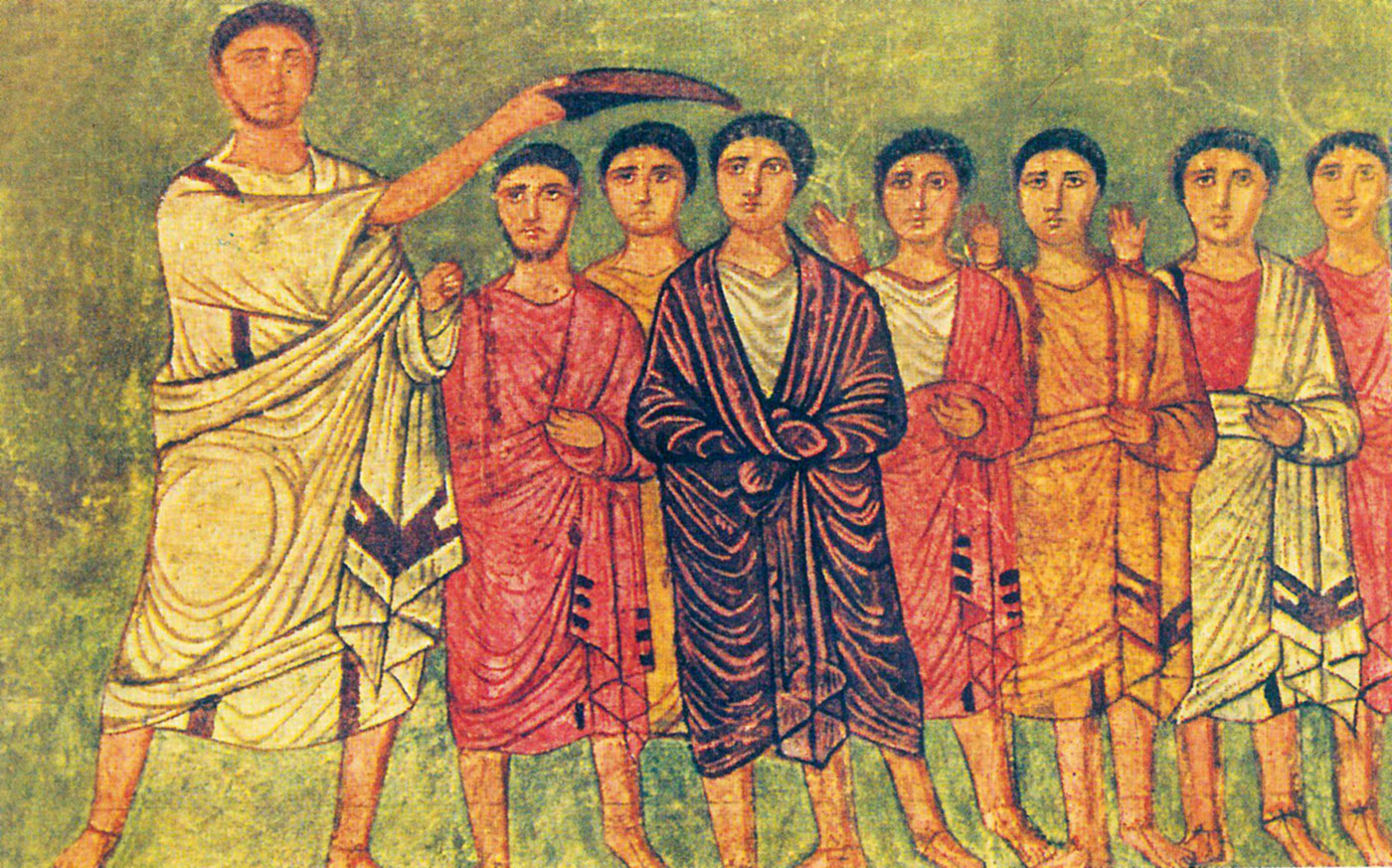
Давид помазан Самуилом
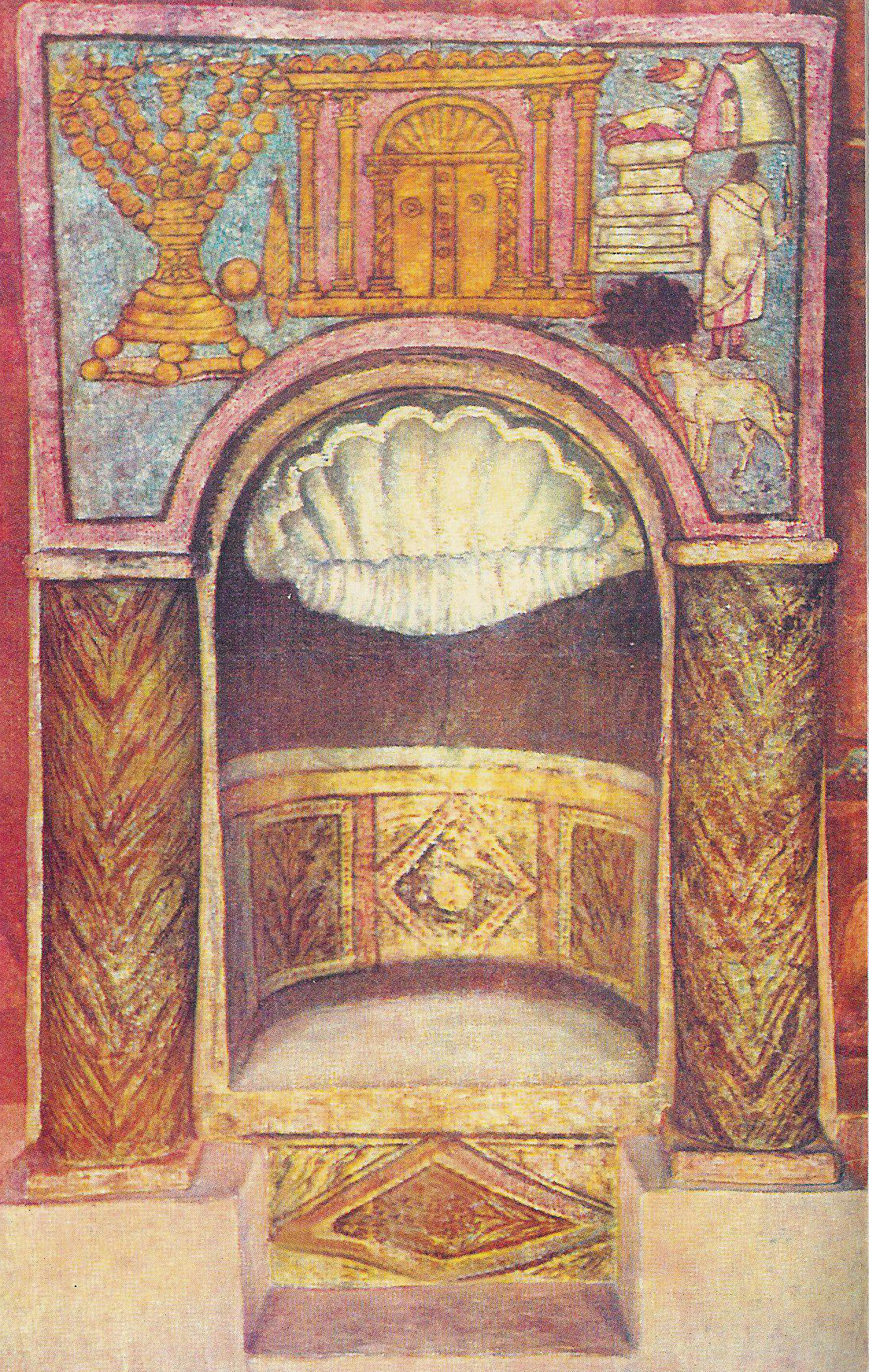
Синагогальный ковчег

Отмечают, что на фресках фигуры главных библейских героев (Моисей, Иаков, Иосиф) изображены в греческих одеждах, израильские воины одеты в римские доспехи, а в сценах битв евреев с филистимлянами или на изображениях цариц (Есфирь, дочь фараона) герои одеты в парфянские одежды. В ряде случаев художники точно следовали библейскому описанию предметов (например, изображение Ковчега Завета, одежды первосвященника Аарона), а также изображали еврейские религиозные атрибуты (менора, лулав, этрог).

## Галерея

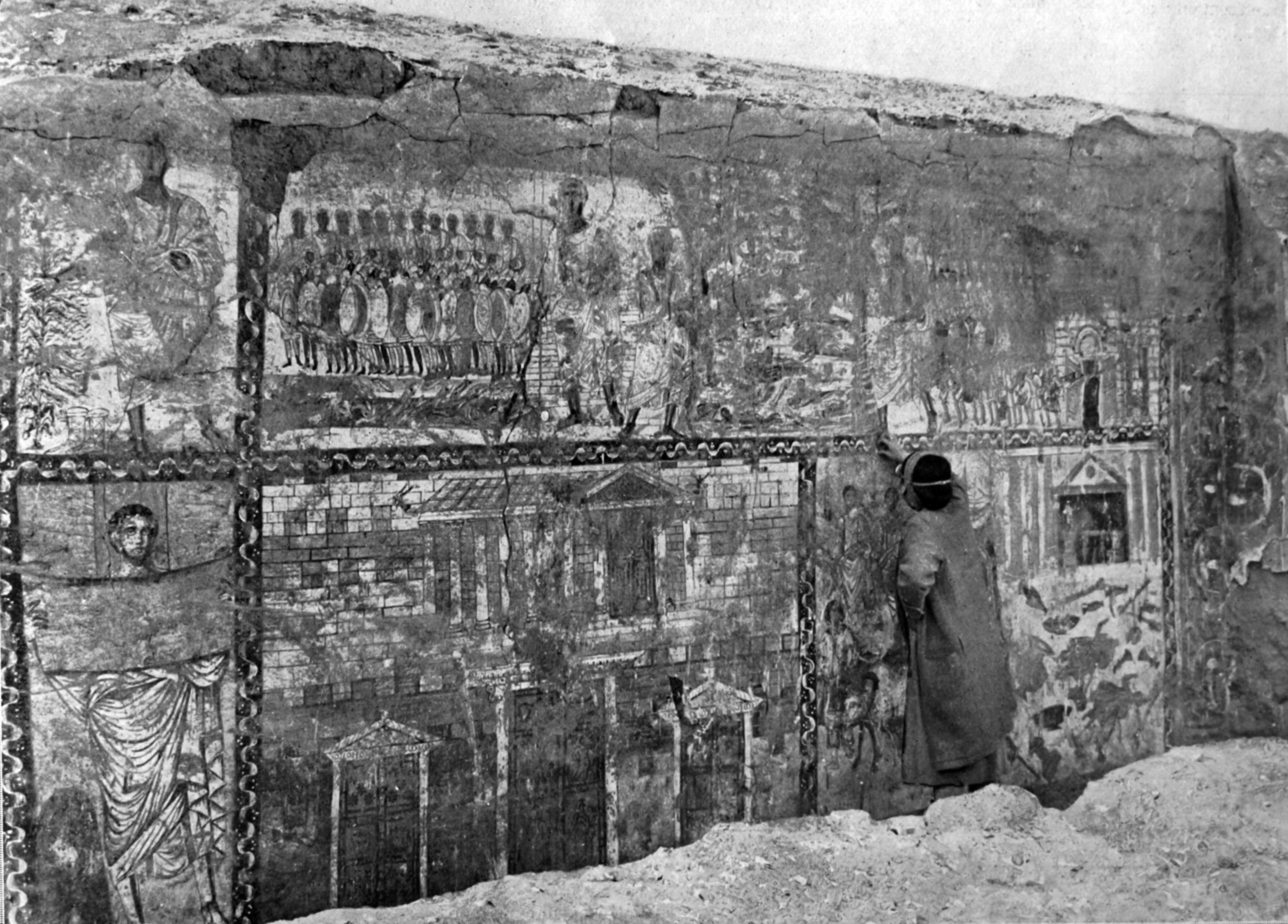
Раскопки синагоги, 1933 год
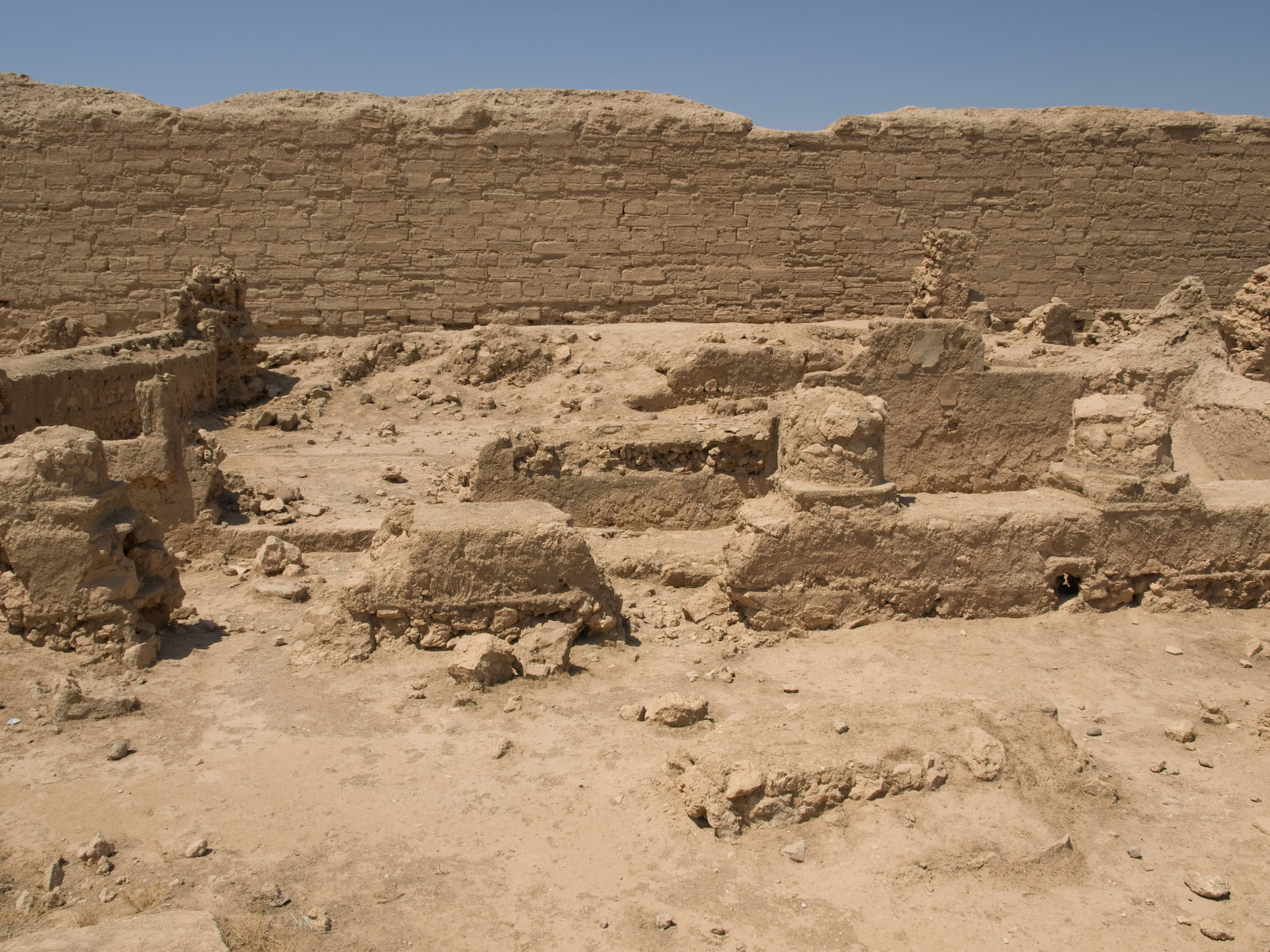
Двор, западное крыльцо и молитвенный зал
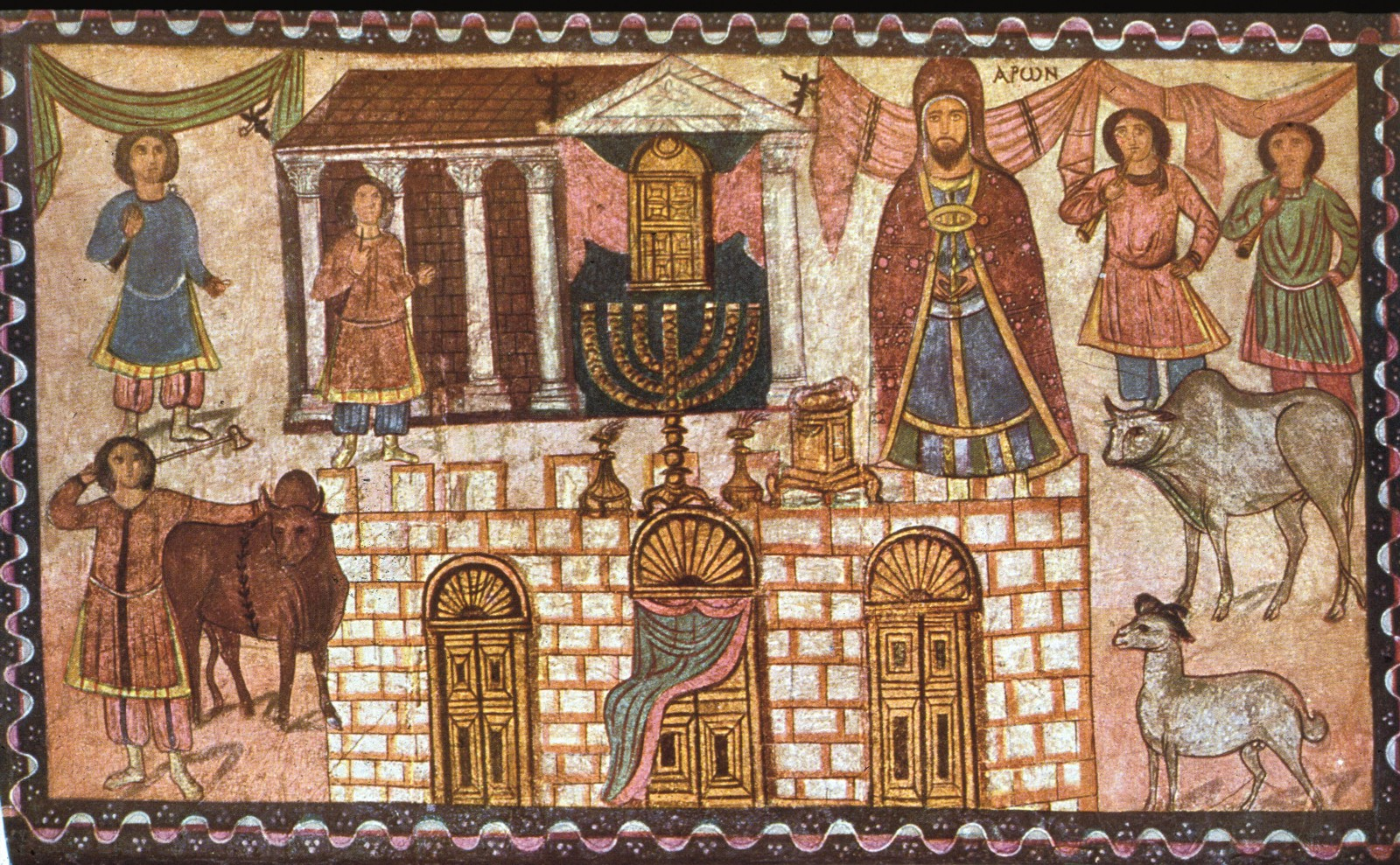
Вид на храм Ирода с Масличной горы
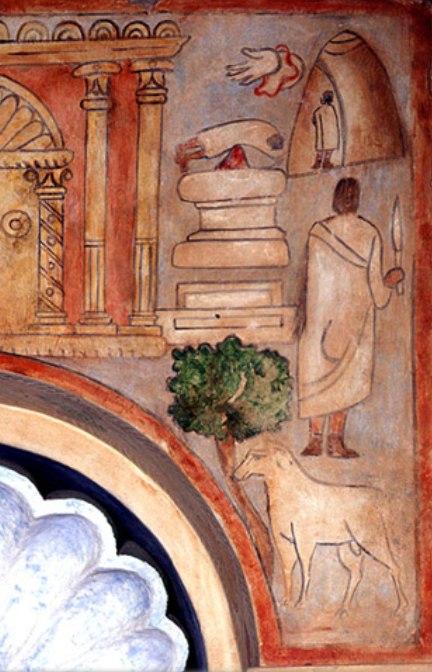
Жертвоприношение Исаака согласно синагоге Дура-Европос
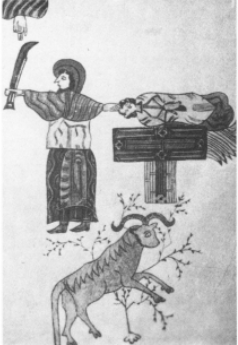
Жертва Исаака в Библии Леона 960 года
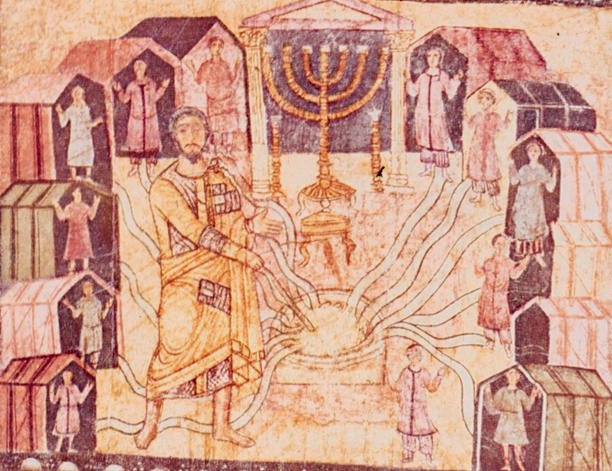
Изображение меноры на фреске с сюжетом о Моисее, извлекающим воду